# 维尔德曼
维尔德曼（德語：Wildemann，發音：[ˈvɪldəˌman] ⓘ）是德国下萨克森州戈斯拉尔县曾经的一个市镇，面积3.34平方千米，2023年6月30日人口为860人。2015年1月1日，维尔德曼与另外2个市镇并入市镇克劳斯塔尔-采勒费尔德。